# Timecode (Chandelier)
Timecode is het derde studioalbum van de Duitse rockband Chandelier.

## Inleiding
Het duurde tot vijf jaar na Facing gravity dat deze band een opvolger uitbracht. Het album (en band) viel buiten de progressieve rock nauwelijks op. Men probeerde zich meer los te weken van de muziek van Marillion en IQ. Wel was de band dermate talentvol dat dit album uitgebracht werd door progressieve-rockspecialist InsideOut Music. Het album werd opgenomen in de Roger’s Farm Studio van Roger Weitz, gevestigd in Kirchherten.
Er volgde in 2019 een heruitgave via het relatief onbekende platenlabel Chichadisc/GAD. Volgens IO Pages was Timecode de zwakste broeder van de drie albums van Chandelier; de heruitgave was alleen interessant vanwege de bonustracks en wellicht nostalgie. 

## Musici
- Martin Eden – zang
- Udo Lang – gitaar
- Tobias Budnowski – toetsinstrumenten, gitaar
- Stephan Scholz – basgitaar, gitaar
- Tom Jarzina – drumstel

Met
Birgit Gotzes, Daniele Benz, Dirk Wevers, Dirk Hansen (Venticello) – koorzang op Expedition, Gotzes teven sopraanstem

## Muziek
| Nr. | Titel                                             | Duur  |
| --- | ------------------------------------------------- | ----- |
| 1.  | Expedition (T: Eden, M: Chandelier)               | 7:13  |
| 2.  | Timecode (T: Eden, M: Chandelier)                 | 8:25  |
| 3.  | Half empty, half fool (T: Eden, M: Chandelier)    | 11:27 |
| 4.  | Child of hope (T: Eden, M: Chandelier)            | 6:21  |
| 5.  | Living in the human race (T: Eden, M: Chandelier) | 8:09  |
| 6.  | Ferengi lover (T: Eden, M: Chandelier)            | 5:30  |
| 7.  | Have a break (T: Eden, M: Chandelier)             | 8:45  |
| 8.  | When the night begins (T: Eden, M: Chandelier)    | 7:41  |
| 9.  | Mounatin high (T: Eden, M: Chandelier)            | 10:14 |

In Ferengi lover voelt de zanger zich een Ferengi ondergewaardeerd door Klingon-vrouwen. Child of hopes citeert hier en daar Nursery Cryme van Genesis. De heruitgave ging een stapje verder met een cover van For absent friends van Genesis.